# Келсі Вейкфілд
Келсі Вейкфілд (англ. Kelsey Wakefield, 1 червня 1991) — австралійська ватерполістка.
Учасниця Олімпійських Ігор 2016 року.
Призерка Чемпіонату світу з водних видів спорту 2013 року.